# Mare de Wavreille
La mare de Wavreille appelée localement la mare du Baty, est un site naturel classé du village de Wavreille dans la commune de Rochefort en province de Namur (Belgique). Elle est aussi reprise comme site de grand intérêt biologique pour une superficie de 0,32 ha.

## Localisation
La mare se situe au centre du village de Wavreille, à quelques mètres derrière une levée de terre la séparant de la rue des Raines. Elle est localisée en Ardenne mais se trouve à proximité immédiate (environ 500 mètres) de la bande calcaire de la Calestienne. L'altitude est de 260 m.

## Description et historique du site
Cette mare n'est alimentée par aucun cours d'eau de surface. Elle entourée aux trois quarts par des bosquets d'arbres. La mare a une superficie actuelle d'environ 6,5 ares. Elle était connue historiquement comme site de grand intérêt herpétologique qui lui a valu son classement en 1948. Au début du XXe siècle, le professeur George Albert Boulenger (1858-1937), ichtyologiste et herpétologiste, y a observé pour la première fois les modalités de l'accouplement du crapaud alyte accoucheur (Alytes obstetricans). Victime d'un apport d'espèces animales incongrues et néfastes à son écosystème, la mare est nettoyée et réhabilitée en 2019.

## Faune
Outre l'alyte accoucheur (Alytes obstetricans), on y trouve aussi d'autres amphibiens comme le triton alpestre (Ichthyosaura alpestris), le triton palmé (Lissotriton helveticus), le triton ponctué (Lissotriton vulgaris) et le triton crêté (Triturus cristatus).

## Classement
Le classement de cette mare a été décidé à la suite de son intérêt herpétologique. La mare du village de Wavreille est classée depuis le 10 mars 1948 et reprise sur la liste du patrimoine immobilier classé de Rochefort.